# Плешешти (Вранча)
Плешешти (рум. Pleșești) насеље је у Румунији у округу Вранча у општини Богешти. Oпштина се налази на надморској висини од 113 m.

## Становништво
Према подацима из 2002. године у насељу је живело 103 становника, од којих су сви румунске националности.